# Heart's Desire (film 1915)
Heart's Desire è un cortometraggio muto del 1915 diretto da Francis J. Grandon.

## Trama
Il figlio di una ricca dama dell'alta società si innamora della segretaria della madre. Ma quest'ultima non intende acconsentire al fidanzamento: licenzia la ragazza, decisa a tenerla lontana dal figlio.

## Produzione
Il film fu prodotto dalla Selig Polyscope Company.

## Distribuzione
Distribuito dalla General Film Company, il film - un cortometraggio in una bobina - uscì nelle sale cinematografiche statunitensi il 27 gennaio 1915.

### Conservazione
Copia della pellicola si trova conservata negli archivi della Library of Congress di Washington.